# Динар ІДІЛу
Динар ІД — валюта, що введена в обіг на територіях невизнаної держави ІД. Концепсія задуму ІД полягала у відроджені ісламського золотого динару, вагою в 4,25 грамів золота. Також відомі монети: дирхами зі срібла та мідні філси.

## Історія
Про плани карбування власної валюти Ісламська Держава оголосила ще 13 листопада 2014 року. Був опублікованим дизайн монет із золота, срібла та міді. 24 червня 2015 року було оголошено про випуск раніше анонсованих динарів. В обігу валюта мала з'явитися найближчим часом. Запланований курс до долара США — приблизно 139 доларів США. Експертами розглядається 2 варіанти виникнення такої валюти: 1) в цілях пропаганди; 2) намагання наголосити зайвий раз про себе і підкреслити таким чином статус самовизнання ІД. Згідно заяви впливових осіб ІД — карбування монет дозволить державам бути незалежними від впливу заходу на ісламські країни. Наприкінці 2015 року турецькою поліцією було виявлено підпільний монетний двір у Газіантепі.

## Монети та банкноти
Управління ісламського фінансового дому оголосило про карбування золотих, срібних та мідних монет. В мережі з'явилися фото не лише зображень проекту, але й самі готові монети.

### Монети
```
  5 динарів, 1436 (2014 н.е) року, Au
  Харакатеристика монети: Вага: 21,25 гр. Діаметр 29 мм. Товща: 2,30 гр. Гурт: рифленний. Тираж: невідомий
  Опис монети: аверс: Емітент, маса монети, проба металу, номінал надписом
  реверс: мапа Світу, номінал цифрою, рік за 
Гіджрою

  примітки: Модел'єр невідомий. Підпільний монетний двір в Газіантепі
  
```

```
  1 динар, 1436 (2014 н.е.) року, Au
  Харакатеристика монети: Вага: 14,25 гр. Діаметр 19 мм. Товща: 1,15 мм. Гурт: рифленний. Тираж: невідомий	
  Опис монети: аверс: Емітент, маса монети, проба металу, номінал надписом
  Реверс: 7 колосів, номінал цифрою, рік карбування
  примітки: Модел'єр невідомий. Підпільний монетний двір в Газіантепі
  
```

```
  10 дирхамів, 1436 (2014 н.е.) року, Ag
  Харакатеристика монети: Вага: 20 гр. Діаметр 38 мм. Товща: 2,4 мм. Гурт: рифленний. Тираж: невідомий	
  Опис монети: аверс: Емітент, маса монети, проба металу, номінал надписом
  Реверс: 
Мечеть Аль-Акса
, номінал цифрою, рік карбування
  примітки: Модел'єр невідомий. Підпільний монетний двір в Газіантепі
  
```

```
  5 дирхамів, 1436 (2014 н.е.) року, Ag
  Харакатеристика монети: Вага: 10 гр. Діаметр 26 мм. Товща: 2,3 мм. Гурт: рифленний. Тираж: невідомий	
  Опис монети: аверс: Емітент, маса монети, проба металу, номінал надписом
  Реверс: 
Дамаський
 білий маяк, номінал цифрою, рік карбування
  примітки: Модел'єр невідомий. Підпільний монетний двір в Газіантепі
  
```

```
  1 дирхамів, 1436 (2014 н.е.) року, Ag
  Харакатеристика монети: Вага: 2 гр. Діаметр 18 мм. Товща: 1 мм. Гурт: рифленний. Тираж: невідомий	
  Опис монети: аверс: Емітент, маса монети, проба металу, номінал надписом
  Реверс: Спис та щит, номінал цифрою, рік карбування
  примітки: Модел'єр невідомий. Підпільний монетний двір в Газіантепі
  
```

```
  20 філсів, 1436 (2014 н.е.) року, Cu
  Харакатеристика монети: Вага: 20 гр. Діаметр 37 мм. Товща: 2,6 мм. Гурт: гладкий. Тираж: невідомий	
  Опис монети: аверс: Емітент, маса монети, проба металу, номінал надписом
  Реверс: Три пальми, номінал цифрою, рік карбування
  примітки: Модел'єр невідомий. Підпільний монетний двір в Газіантепі
  
```

```
  10 філсів, 1436 (2014 н.е.) року, Cu
  Харакатеристика монети: Вага: 10 гр. Діаметр 29 мм. Товща: 3 мм. Гурт: гладкий. Тираж: невідомий	
  Опис монети: аверс: Емітент, маса монети, проба металу, номінал надписом
  Реверс: Напівмісяць, номінал цифрою, рік карбування
  примітки: Модел'єр невідомий. Підпільний монетний двір в Газіантепі
  
```

### Банкноти
На початок 2017 року жодних заяв про випуск банкнот від впливових осіб ІД не пролунало. Деякі експерти вважають вихід банкнот поруч з золотою обіговою монетою — абсурдним явищем.